# Love Is Love/Return to Dust
Love Is Love/Return to Dust es el primer álbum de la banda de hardcore punk Code Orange. Fue lanzado el 20 de noviembre de 2012 a través de Deathwish Inc. En octubre de 2012 se lanzó un videoclip para la canción «Flowermouth (The Leech)».
La primera edición del álbum, limitada a 3,000 copias, se agotó en las primeras semanas del lanzamiento.

## Recepción
David Von Bader de Consequence of Sound, escribió: «Si el álbum es una señal de lo que está por venir, Deathwish ha localizado y presentado lo mejor de la música pesada artísticamente relevante».
Love Is Love/Return to Dust fue clasificado en el número 23 de los 30 mejores álbumes de AbsolutePunk en su lista de 2012, en el número 2 en la lista de los «mejores álbumes de metal, punk y hardcore de 2012" de la The A.V. Club y también apareció en la lista de los mejores álbumes de metal de 2012 de The Boston Phoenix.

## Lista de canciones
| N.º   | Título                              | Duración |  |
| 1.    | «Flowermouth (The Leech)»           | 2:25     |  |
| 2.    | «Around My Neck // On My Head»      | 1:07     |  |
| 3.    | «Sleep (I've Been Slipping)»        | 1:29     |  |
| 4.    | «Liars // Trudge»                   | 3:55     |  |
| 5.    | «Colors (Into Nothing)»             | 3:18     |  |
| 6.    | «Nothing (The Rat)»                 | 2:49     |  |
| 7.    | «Roots Are Certain // Sky Is Empty» | 0:49     |  |
| 8.    | «Choices (Love Is Love)»            | 3:13     |  |
| 9.    | «Calm // Breathe»                   | 2:41     |  |
| 10.   | «Bloom (Return to Dust)»            | 5:21     |  |
| 27:07 |                                     |          |  |

## Personal
El personal de Love Is Love/Return to Dust según las notas del CD.
| Code Orange Kids - Eric Balderose: guitarra, voz - Joe Goldman: bajo, voz - Reba Meyers: guitarra, voz - Jami Morgan: batería, voz Músicos adicionales - Adam McIlwee (Tigers Jaw & Wicca Phase Springs Eternal): voz en «Colors (Into Nothing)» - Mike McKenzie (The Red Chord): voz en «Bloom (Return to Dust)» Producción - Kurt Ballou: grabación, mezcla, ingeniería - Carl Saff: masterización Portada y diseño - Katie Krulock: fotografía - Kimi Hanauer: portada, fotografía |